# 조 메드윅
조지프 마이클 메드윅(Joseph Michael Medwick, 1911년 11월 24일~1975년 3월 21일)은 "덕키"(Ducky), "머슬스"(Muscles)라는 별명으로 알려진 미국의 프로 야구 선수로, 메이저 리그 베이스볼(MLB)에서 좌익수로 뛰었다. 1930년대 가스하우스 갱으로 불린 세인트루이스 카디널스 전성기 시절의 일원이었으며, 이외에도 브루클린 다저스(1940~1943, 1946), 뉴욕 자이언츠(1943~1945), 보스턴 브레이브스(1945)에서 선수 생활을 했다. 내셔널 리그에서 트리플 크라운(1937)을 차지한 마지막 선수로 남아있다.
10번이나 올스타에 선정되었으며, 1968년에 84.81%의 투표율로 미국야구기자협회(BBWAA)의 선택을 받아 미국 야구 명예의 전당에 헌액되었다. 2014년에는 세인트루이스 카디널스 명예의 전당의 초대 헌액자로 이름을 올렸다.